# Jam (노래)
〈Jam〉은 미국의 싱어송라이터 마이클 잭슨의 싱글이다. 이 곡은 1991년 음반 《Dangerous》의 네 번째 싱글로, 오프닝 곡이다. 그것은 또한 그의 2009 《This Is It》 컴필레이션 음반의 두 번째 트랙으로 등장한다. 이 싱글은 2006년 잭슨의 비전의 일환으로 재발매되었다. 비디오 싱글 컬렉션 캠페인은 태양의 서커스의 Immortal World Tour에 리믹스되어 사운드트랙 음반에 리믹스를 발매했다. 〈Jam〉은 헤비 디가 랩 구절을 공연한 브리지를 특징으로 하는 뉴 잭 스윙 곡으로, 음반에는 그의 공로가 나타나지 않는다. 이 노래의 뮤직 비디오에는 NBA 농구의 전설 마이클 조던이 출연했다. 이 노래는 1992년 시카고 불스(당시 조던의 팀)의 NBA 챔피언십 비디오 〈Untouchabulls〉에도 실렸으며 해당 시즌 NBA의 많은 홍보 광고에도 사용되었다. 이 싱글은 빌보드 핫 100에서 26위로 정점을 찍었다. 이 곡은 2006년 영국 싱글 차트에 재진입하여 22위에 올랐다.

## 뮤직 비디오
〈Jam〉의 뮤직 비디오는 버려진 실내 농구장 안에서 마이클 잭슨이 농구 전설 마이클 조던에게 춤을 가르치고, 조던이 잭슨에게 농구하는 법을 가르쳐주는 장면이다. 특수효과는 잭슨이 창문을 통해 농구공을 던지고 맞은편 방 후프에서 득점을 하는 것은 물론, 잭슨이 공을 뒤로 던지고 발뒤꿈치로 후프 안으로 차 넣어 득점을 하는 것이다. 확장된 버전의 비디오에는 조던에게 신체적으로 복잡한 문워크 댄스 기술을 가르치는 잭슨이 포함되어 있다. 랩 그룹 크리스 크로스와 너티 바이 네이처, 헤비 디(브리지 동안 랩을 하는)가 카메오로 출연했다.
그 비디오는 《Dangerous: The Short Films》와 《Michael Jackson's Vision》에 포함되었다. 이 뮤직 비디오는 데이비드 켈로그가 감독했고 1992년 4월 20일 일리노이주 시카고에서 촬영되었다. 이 뮤직 비디오는 FOX에서 1992년 6월 19일 오후 9시 30분에 첫 방송되었다.

## 곡 목록
Jam (영국 CD 싱글 6583602)
1. "Jam" (7" Edit) – 4:10
2. "Jam" (Roger's Jeep Mix) – 5:54
3. "Jam" (Atlanta Techno Dub) – 5:16 (Incorrectly listed on insert as "Atlantan Techno Mix")
4. "Wanna Be Startin' Somethin'" (Brothers in Rhythm House Mix) – 7:40

Jam (미국 CD 싱글 49K74334)
1. "Jam" (Roger's Jeep Radio Mix) – 3:57
2. "Jam" (Silky 7" Mix) – 4:17
3. "Jam" (Roger's Club Mix) – 6:20
4. "Jam" (Atlanta Techno Mix) – 6:06
5. "Rock with You" (Masters at Work Remix) – 5:29

Jam (미국 프로모 CD 싱글 ESK6754)
1. "Jam" (Roger's Jeep Radio Mix) – 3:57
2. "Jam" (Teddy's Jam) – 5:48
3. "Jam" (7" Edit) – 4:10
4. "Jam" (MJ's Raw Mix) – 4:24
5. "Jam" (Teddy's 12" Mix) – 5:42
6. "Jam" (Roger's Jeep Mix) – 5:54
7. "Jam" (Percapella) – 5:29
8. "Jam" (Radio Edit Without Rap) – 4:44

Jam (미국 VHS 프로모 싱글 ESK8880)
1. "Jam" (music video) – 8:00

Running time: 9 minutes
Jam (2006 듀얼디스크 싱글 ESK4583)
CD 사이드
1. "Jam" (7" Edit) – 4:10
2. "Jam" (Silky 12" Mix) – 6:28

DVD 사이드
1. "Jam" (music video) – 8:00